# Raeti

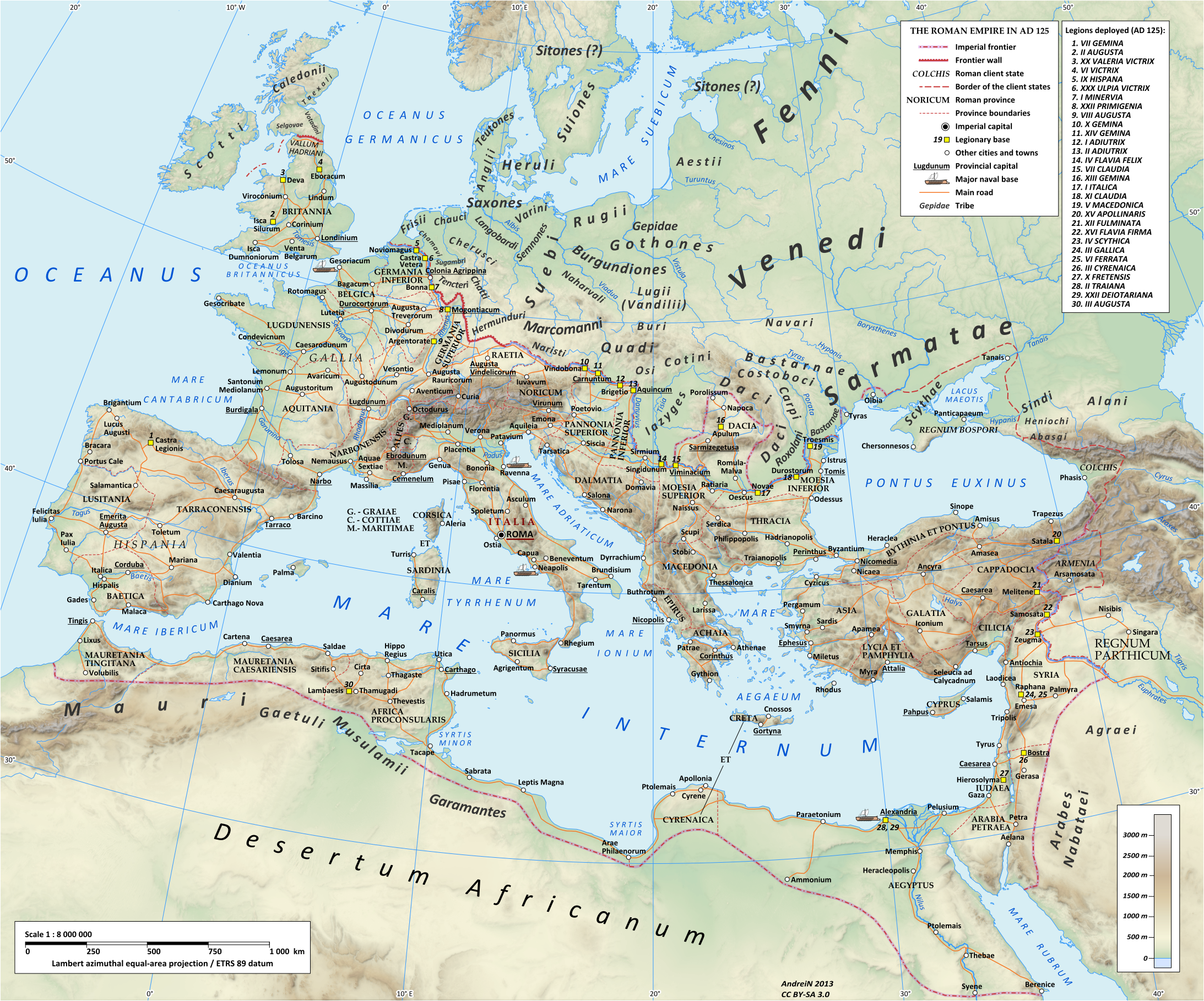
Het Romeinse Rijk ten tijde van Keizer Hadrianus (117-138 n.Chr.), met daarop de bovenloop van de rivier de Donau, met de provincie Raetia, dat overeenkomt met het huidige Zwitserland, Tirol en Duitsland ten zuiden van de Donau.

De naam Raeti (Ook: Rhaeti, Rheti of Rhaetii; Grieks: Ραιτοί) was een collectieve naam (exoniem) die de Romeinen gebruikten om een aantal stammen in de Alpen te benoemen, wier taal en cultuur grotendeels afstammen van de Etrusken. Vanaf ongeveer 500 v.Chr. bewoonden zij het centrum van het huidige Zwitserland en Tirol. De etymologie van de naam Raeti is onbekend. De Romeinse provincie Raetia is wel naar hen vernoemd.
Klassieke bronnen beschrijven de Raeti als een Etruskisch volk dat, nadat ze verdreven waren van de Po-vallei door de Galliërs, in een vallei in de Alpen hun toevlucht zochten. Het is echter waarschijnlijker dat de Raeti hoofdzakelijk een inheems Alpien volk waren. Hun taal, het Raetisch, is waarschijnlijk wel verwant aan het Etruskisch, maar stamt er vermoedelijk niet van af. De taal werd door sommige Raeti-stammen nog tot in de 3e eeuw n.Chr. gesproken. De overige Raeti-stammen die in Zwitserland woonden, spraken ten tijde van keizer Augustus (30 v.Chr. – 14 n.Chr.) waarschijnlijk Keltisch. De Raeti werden samen met hun Keltisch-sprekende noorderburen, de Vindelici, onderworpen door het Romeinse leger in 15 v.Chr., en hun territoria geannexeerd binnen het Romeinse Keizerrijk, onder de provincienaam ‘Raetia et Vindelicia’. De Raeti bleken loyale onderdanen van Rome, die gedurende de rest van het Romeinse rijk een buitenproportioneel aantal rekruten leverden voor het Romeinse reserveleger (Auxilia).

## Etymologie
De origine van de naam "Raeti" is onzeker. Het is niet zeker of het hierbij gaat om een endoniem of een exoniem. Sommige historici en taalkundige opperen dat "Raeti" een exoniem was dat gebruikt werd door de Galliërs. Het woord zou dan afgeleid zijn van het Keltische woord "rait", wat "hoogland" betekent, waardoor "Raeti" zoiets als "het bergvolk" zou betekenen.
De Romeinse geograaf Plinius de Oudere schreef in 70 n.Chr. dat de naam "Raeti" afstamt van "Raetus", de leider van het volk ten tijde dat ze verdreven werden van de Po-vallei. Dit is echter twijfelachtig, het kwam namelijk vaker voor dat er een soort naamwisseling plaatsvond in de Grieks-Romeinse literatuur, waardoor een plaats de naam van een persoon kreeg, in plaats van andersom.

## Oorsprong

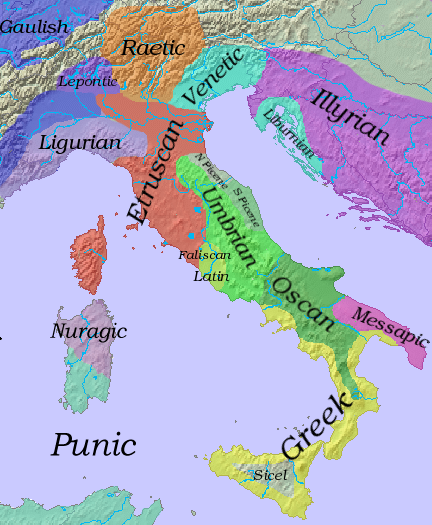
Taalkundige kaart van Italië rond 600 v.Chr. met daarop het vermoedelijke gebied waarin Raetisch werd gesproken.

Een eerste vermelding over de Raeti in klassieke bronnen staat in Polybius’ Historiën (146 v.Chr.). Plinius de Oudere schrijft dat de Raeti afstamden van de Etrusken, die uit de Po-vallei verdreven waren. Ook Livius ondersteunt deze visie. Een dergelijke invasie van Galliërs, die de oorzaak vormden voor de vlucht van de Raeti, zou dan plaats moeten hebben gevonden tussen 600-400 v.Chr., toen voorname Keltische migraties vanuit Gallië ervoor zorgden dat de hele Po-regio Keltisch werd.

## Territorium

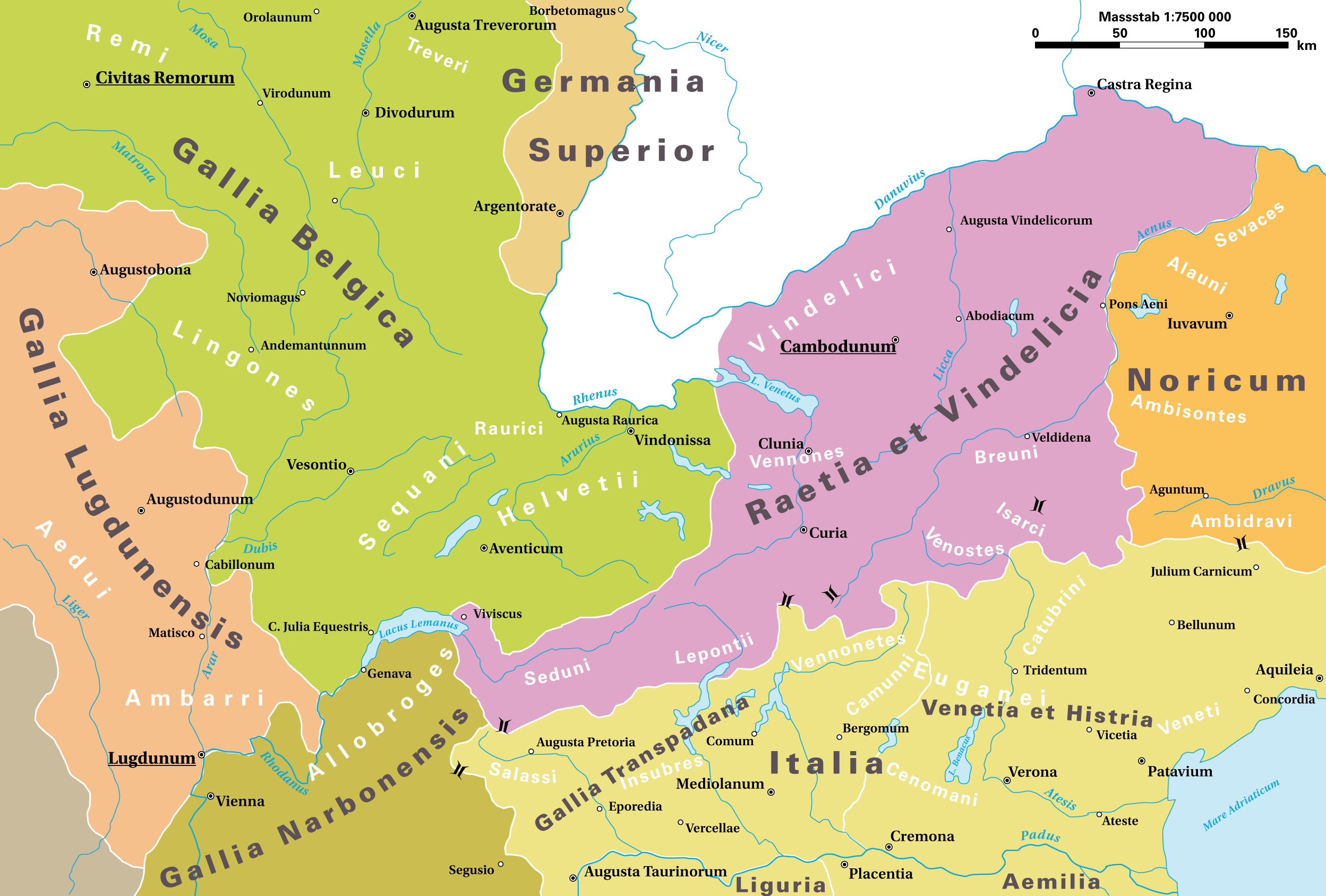
Kaart van de Romeinse provincie ""Raetia et Vindelicia"" in 14 n.Chr., met daarop enkele Raetische stamnamen.

Opgravingen en archeologische vondsten geven aan dat de originele Romeinse provincie Raetia et Vindelicia, gesticht onder Augustus, de rivier de "Aenus" en de "Isarcus" in het oosten als natuurlijke grenzen had (In het oosten lag de provincie Noricum). De noordgrens werd gevormd door de bovenloop van de Donau. In het westen hoorden het meer van Constantius, de Opperrijnvallei, en een lange strook land naar het westen tot aan het meer Leman. In het zuiden lag de provincie Italia. De grens tussen Raetia en Italia bleef de daaropvolgende eeuwen grotendeels hetzelfde.

## Stammen van de Raeti
Hoewel klassieke bronnen vaak dezelfde mening hebben over de vermoedelijke Etruskische afkomst van de Raeti, was het moeilijker om te bepalen welke stammen in de regio Raetia nu echt als Raeti geclassificeerd konden worden (zowel qua cultuur en taal als geografische locatie). Het woongebied van sommige stammen is dan ook onzeker. Strabo benoemt de Lepontii, de Camunni, de Cotuantii, en de Rucantii, in zijn lijst van Raetische stammen. Over die laatste is men het niet eens, of het de Rucantii nu van Raetische afkomst waren, of een Vindelicische stam was. Er is ook nog de mogelijkheid dat de Rucantii in Strabo’s Tropaeum Alpium een andere stam waren, namelijk de Rugusci.
Verder lijkt het erop dat in Raetia et Vindelicia ook niet-Raetische stammen hebben gewoond. De Breuni en de Genauni warden door Strabo geclassificeerd als Illyriërs, terwijl een aantal stammen in het westen van de regio waarschijnlijk Keltische voorouders hebben, zoals de Caturiges (het Keltische ‘catu-‘ betekent strijders) en de Nantuates (het Keltische ‘nantu-‘ betekent vallei). Hieronder een lijst van mogelijke Raeti-stammen.
| Stamnaam   | Naams- varianten       | Territorium (voorname vallei/rivier)           | Voorname stad (Romeinse tijdperk) | Hedendaags district                                  | Noten |
| ---------- | ---------------------- | ---------------------------------------------- | --------------------------------- | ---------------------------------------------------- | --- |
| BREUNI     |                        | Vallei in de bovenloop van de rivier de Aenus. |                                   | Tirol, Oostenrijk                                    | Geclassificeerd als Illyrische stam door Strabo.                                                                                  |
| BRIXENETES |                        | vallei van de rivier de Atesis.                | Brixina                           | Zuid-Tirol, Italië                                   | |
| CALUCONES  |                        | Calanda (Bovenvallei van de rivier de Rijn).   | Curia                             | Canton (Zwitserland)                                 | |
| CAMUNNI    | Camuni                 | Rivier de Oglio                                | Civitas Camunnorum                | Brescia, Lombardië, (Italië)                         | Een stam van de Euganeï, volgens Plinius.                                                                                         |
| COSUANETES | Cotuantii?             | Bavarische Alpen, langs de rivier de Isas.     | Turum                             | Beieren, Duitsland.                                  | Stam van de Vindelici, volgens een interpretatie van Strabo’s Tropaeum Alpium, als zijn Cotuantii en de Cosuanetes dezelfde zijn. |
| FOCUNATES  |                        | Vallei van de rivier de Aenus.                 |                                   | Tirol, Oostenrijk                                    | Buren van de Genaunes en de Breuni                                                                                                |
| GENAUNES   | Genauni                | Vallei van de rivier de Aenus.                 |                                   | Tirol                                                | Geclassificeerd als Illyrische stam door Strabo                                                                                   |
| ISARCI     |                        | Vallei van de rivier de Isarcum.               |                                   | Zuid-Tirol                                           | |
| LEPONTI    | Lepontii, Lepontes     | Val d'Ossola                                   |                                   | De provincie Verbano-Cusio-Ossola, Piemonte, Italië. | Een Raeti-stam volgens Strabo, Keltisch volgens Plinius.                                                                          |
| RUCINATES  | Runicates, Rucantii?   | Tussen de rivieren de Isar en de Donau.        | Sorviodunum                       | Beieren                                              | |
| RUGUSCI    | Ruigusci, Rucantii?    | rivier de Aenus.                               |                                   | Canton Grisons                                       | |
| SUANETES   | Sarunetes              | Vallei van de rivier de Albula.                | Lapidaria                         | Canton Grisons                                       | Geclassificeerd als Raeti volgens Plinius.                                                                                        |
| TRUMPILINI | Trumplini              | Trompia vallei                                 |                                   | de provincie Brescia                                 | Een stam van de Euganeï, volgens Plinius.                                                                                         |
| VENNONETES | Vennones, Vennonienses | Vallei van de rivier de Rijn.                  |                                   | Canton, Sint-Gallen                                  | Geclassificeerd als Raeti volgens Plinius.                                                                                        |
| VENOSTES   |                        | Vallei de Venosta.                             |                                   | Zuid-Tirol                                           | |

## Romeinse verovering
De Raeti werden samen met hun Keltische buren in het noorden, de Vindelici, onderworpen door de stiefzonen van Keizer Augustus, namelijk Tiberius en Drusus in een tweedelige campagne in 15 v.Chr.
Tot ongeveer 100 n.Chr. werd in de regio door de Romeinen troepen gelegerd. Eerst door minstens één Romeins legioen, (waarschijnlijk Legio XIX), tot 9 n.Chr., toen een Romeins leger verpletterend verslagen werd door een hinderlaag in het Teutoburgerwoud. Daarna werd het garnizoen opgemaakt uit reservetroepen, waarschijnlijk lokale milities. Deze troepen waren daar echter alleen voor externe bedreiging van buiten de grenzen, niet om de orde intern te bewaren. De Gallische en Alpiene stammen pasten zich over het algemeen ontzettend snel aan de Romeinse overheersing.
De Raeti en de Vindelici werden verplicht om belasting aan Rome af te dragen. Hun territorium was echter geen volledige Romeinse provincie, maar een soort militair district onder leiding van de Romeinse ridderstand. Pas ten tijde van Keizer Claudius (41-54 n.Chr.) werd het gebied van de Raeti een volledige provincie onder de naam Raetia et Vindelicia (Later gewoon Raetia). Raetia stond daarna onder leiding van een procurator.
Volgens epigrafische overleveringen, werden tijdens de vroege Julische-Claudische dynastie van het Romeinse Keizerrijk, op zijn minst 10 reserveregimenten (Auxilia) gevormd uit Raetische infanterie (de Cohortes Raetorum). Dit is het equivalent van zo’n 5000 rekruten, een aanzienlijke bijdrage voor de dunbevolkte Alpiene regio. Dit suggereert dat een carrière als Romeinse militair erg populair was bij de Raeti.

### Klassieke oudheid
- Dio Cassius Romeinse Historie (ca. 130 n.Chr.)
- Livius Ab Urbe Condita (ca. 20 n.Chr.)
- Plinius de Oudere Naturalis Historia (ca. 70 n.Chr.)
- Polybios De Historieën (ca. 160 v.Chr.)
- Strabo Geographika (ca. 20 n.Chr.)

### Modern
- Alfoldy, Geza (1974): Noricum
- Cambridge Ancient History (1996): Vol X, The Augustan Empire
- 1911 Encyclopædia Britannica (online)
- Cornell, T. J. (1995): The Beginnings of Rome
- Faliyeyev, Alexander (2007): Dictionary of Continental Celtic Placenames
- Holder, Paul (1980): Studies in the Auxilia of the Roman Army
- Lejeune, M. (1988). Recueil des inscriptions gauloises: II.1 Textes gallo-étrusques. Textes gallo-latins sur pierre. CNRS, Parijs.
- Ó Hógain, Dáithi (2006) De Kelten
- Zavaroni, Adolfo (2001): Le Iscrizioni Retiche ("Raetische Inscripties")